# 司馬泰 (明朝)
司馬泰（1492年—1563年），字魯瞻，號西虹，晚號龍廣山人。南京锦衣卫軍籍（直隸江寧，今江蘇南京）陕西咸宁县人。明朝官員、藏書家、文獻學家。

## 生平
治《易經》，正德十四年（1519年）由應天府學附學生中式己卯科應天府鄉試第八十七名舉人，嘉靖二年（1523年）癸未科會試第三百三十七名，第二甲第八十四名進士。嘉靖三年（1524年）正月选授南京云南道监察御史，巡视京营，嘉靖九年四月奉命督修南京太庙，同年出任怀庆府知府，历浙江嘉兴府、山東濟南府知府，嘉靖十六年十二月升贵州按察司副使，致仕歸里，建藏書樓「懷洛閣」，收藏極富。

## 著作
著作有《風雅匯編》、《護龍河北雜言》、《雜識錄》、《南都英華》、《南都野記》、《知次錄》、《龍廣山人小令》、《山居百詠》等。且以為官時見聞之秘冊圖書，兼據家藏舊本，編《文獻匯編》100卷、《續百川學海》30卷、《再續百川學海》80卷、《史流十品》100卷、《廣說郛》80卷、《古今匯說》60卷。

## 佚事
周晖《金陵琐事》載其中式會試，居家遇大蛇，又遇火災之事。

## 家族
曾祖司馬勲。祖父司馬震，字元亨，號東斋。父司馬隆，字季平，號芝居。母张氏，封太孺人。慈侍下。弟恒、嵩、華。